# Bolometer

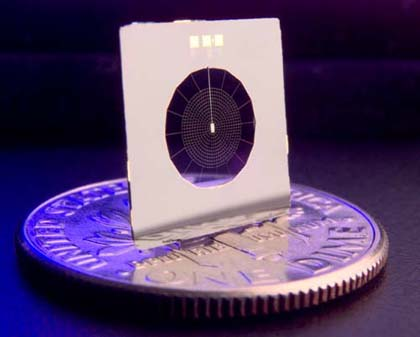
Spinnenweb-bolometer voor het meten van kosmische achtergrondstraling in het microgolfgebied, bron: NASA/JPL-Caltech

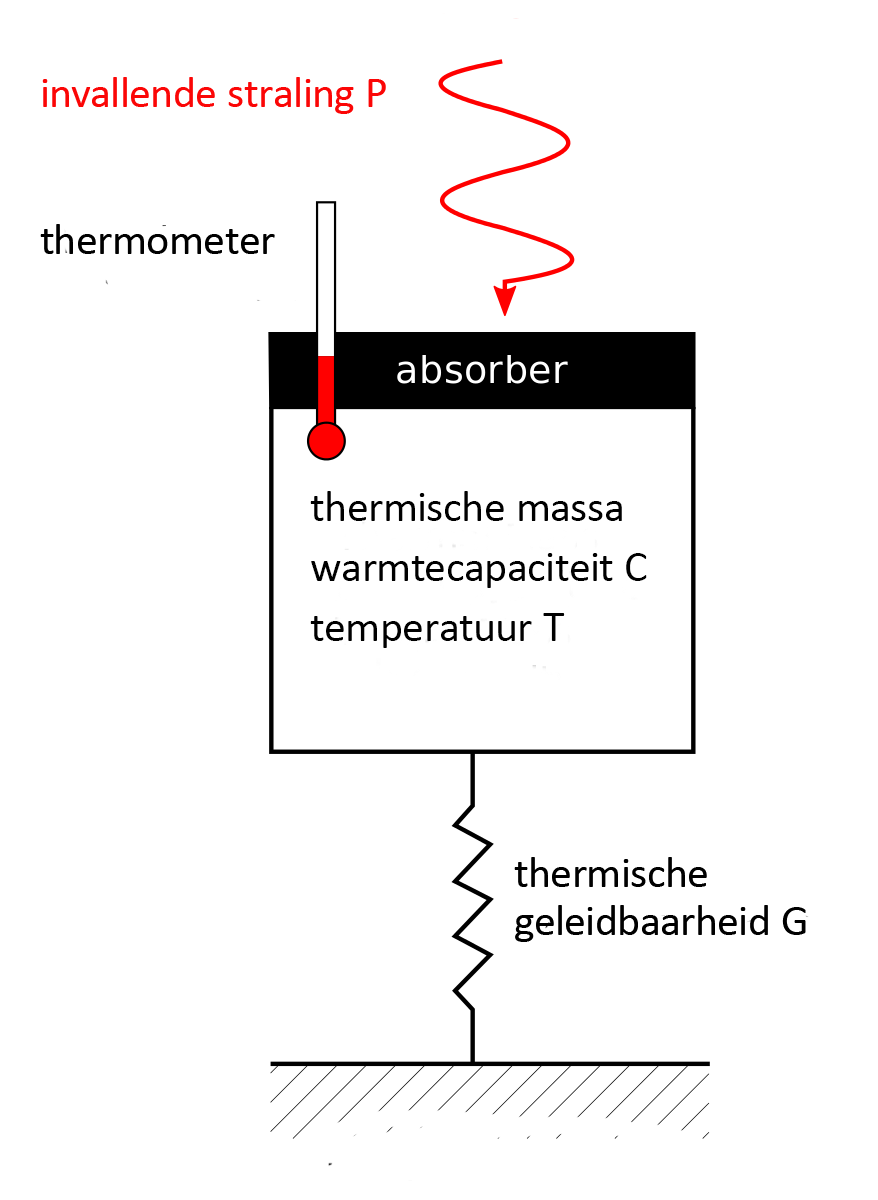
Bolometer

Een bolometer, Grieks: βολόμετρον, bolometron, βολή, worp, lichtstraal, μετρον, meter, is een instrument dat het vermogen van invallende elektromagnetische straling meet door middel van de opwarming van materiaal, met behulp van een temperatuurafhankelijke elektrische weerstand. Het is in 1878 door de Amerikaanse astronoom Samuel Pierpont Langley uitgevonden.

## Werking
Een bolometer bestaat uit een element dat elektromagnetische straling absorbeert, met een absorber, bijvoorbeeld een dunne metaallaag, verbonden met een reservoir, een lichaam met een constante temperatuur, via een thermische geleider met een bekende thermische geleiding G. De warmtecapaciteit W van de absorber is bekend en de temperatuur T ervan kan worden bepaald. De intrinsieke thermische tijdconstante van een bolometer bepaalt de reactietijd van het instrument. Deze tijdconstante is gelijk aan de verhouding tussen de warmtecapaciteit van het absorberende element en de thermische geleiding tussen het absorberende element en de thermische buffer. De temperatuurstijging is ΔT = P/G, de intrinsieke thermische tijdconstante is τ = C/G.
Elektromagnetische, kosmische, ioniserende en niet-ioniserende straling, en iedere andere vorm van energie die door het absorberende element wordt opgevangen, doet dit in temperatuur stijgen en wel evenredig met het invallende vermogen. Hoe groter het invallende vermogen, des te groter de temperatuurstijging is. De temperatuurstijging kan op twee manieren worden gemeten: met een temperatuurafhankelijke elektrische weerstand die op het absorberende lichaam is bevestigd, of rechtstreeks door de elektrische weerstand van het element te meten.
Omdat een bolometer direct de energie in de absorber meet, kan dit instrument niet alleen de energie van ioniserende deeltjes en fotonen meten, maar ook die van niet-ioniserende deeltjes en van straling. In sommige gevallen is het een nadeel dat een bolometer geen onderscheid kan maken tussen de verschillende energiebronnen.